# Trójkąt torowy

Schemat podstawowy najprostszego trójkąta torowego

Zawracanie na trójkącie

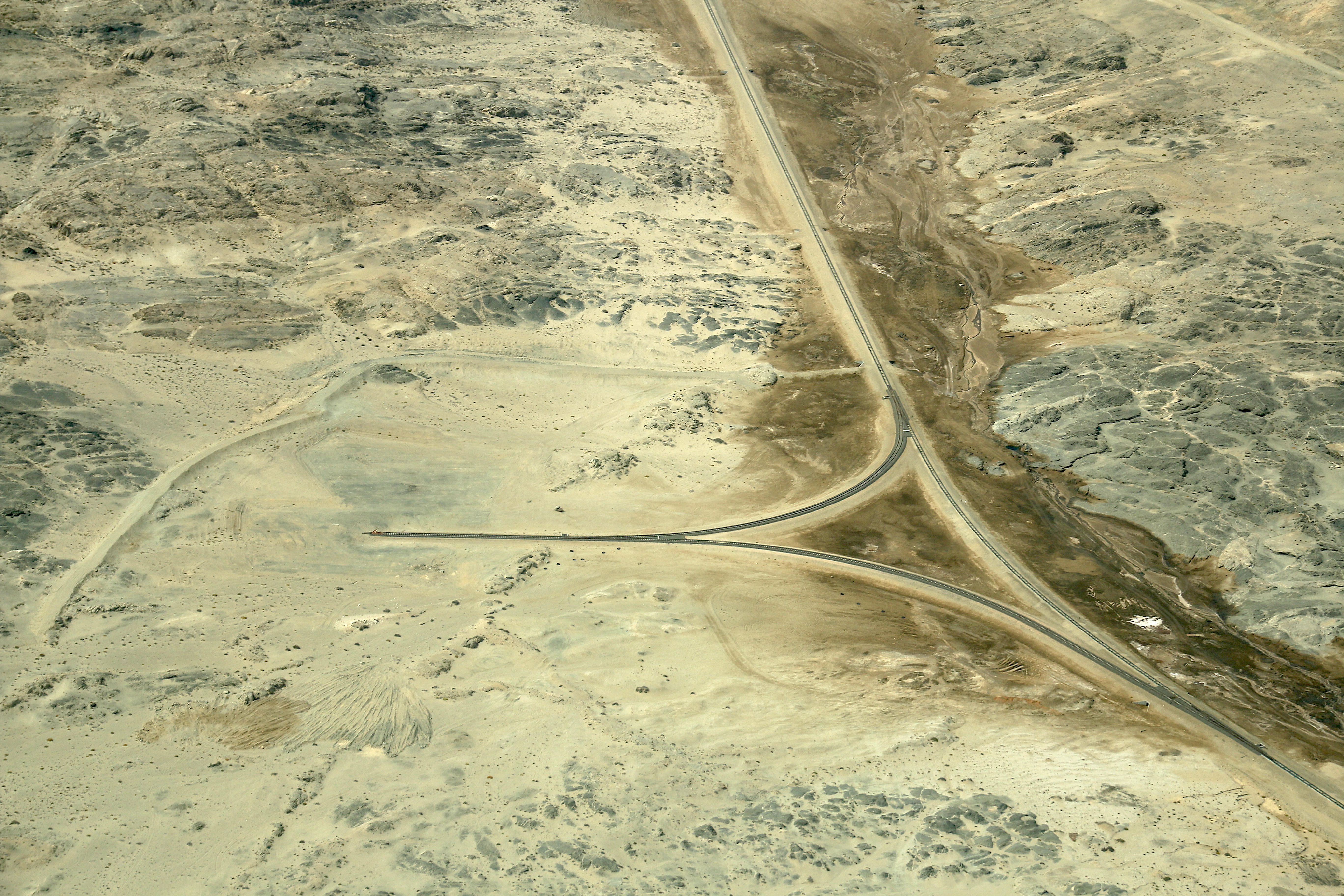
Trójkąt torowy na namibijskiej pustyni nieopodal Lüderitz

Trójkąt torowy (trójkąt nawrotny, trójkąt manewrowy, trójkąt do zawracania pociągów) – w transporcie szynowym (kolej, metro, tramwaje) konfiguracja węzła kolejowego (lub stacji końcowej) umożliwiająca zawracanie na niej składów pociągów lub kierowanie ich w jednym z trzech zbiegających się kierunków. Składa się z zestawu torów w kształcie zbliżonym do trójkąta (stąd nazwa) ze znajdującymi się na rozwidleniach zwrotnicami.
Jeśli trójkąt torowy wykorzystywany jest jako stacja końcowa, to (w odróżnieniu od konfiguracji pętli) dwa z trzech kierunków wybiegających z narożników trójkąta mogą być tylko krótkimi ślepymi torami. Trójkąt zajmuje znacznie mniejszą powierzchnię, niż pętla, jednak dodatkowe manewry podczas zawracania na trójkątach powodują stopniowe zastępowanie ich pętlami.
Jednym z takich węzłów jest stacja Gleisdreieck (dosł. trójkąt torowy) berlińskiego metra w dzielnicy Friedrichshain-Kreuzberg (na liniach U1 i U2), pierwotnie zaprojektowana i zrealizowana w formie trójkąta (połączenia kierunków: Potsdamer Platz z Möckernbrücke i Nollendorfplatz via Bülowstraße), a później rozbudowana i uzupełniona o dodatkowe skrzyżowanie i połączenie z czwartym kierunkiem (Nollendorfplatz via Kurfürstenstraße).
Również w Polsce spotykane są stacje końcowe linii tramwajowych w konfiguracji trójkąta torowego, m.in. w sieci tramwajów krakowskich (ul. Dworcowa), śląskich (m.in. Sosnowiec-Środula, ul. Okrzei), grudziądzkich (ul. Dworcowa) i łódzkich (trójkąt w Parku Miejskim w Konstantynowie). Nieużywane liniowo trójkąty torowe znajdują się w Poznaniu – ul. Sczanieckiej, w Szczecinie – trójkąt manewrowy przed zajezdnią tramwajową Golęcin i w Ozorkowie – ul. Wyszyńskiego / ul. Południowa. Znajdujący się w Toruniu trójkąt torowy, powstały z resztek dawnej linii do Dworca Głównego, znajdował się na pl. Rapackiego. We Wrocławiu ostatni trójkąt używany w ruchu liniowym w rejonie ul. Gazowej na Tarnogaju zlikwidowano w latach 80. XX wieku, wciąż natomiast użytkowany jest trójkąt awaryjny na ul. Wierzbowej. 
Kolejowe trójkąty torowe były często budowane na większych stacjach nie wyposażonych w obrotnicę (np. w Sierpcu, czy w Siemianówce) i służyły do obracania parowozów z tendrem

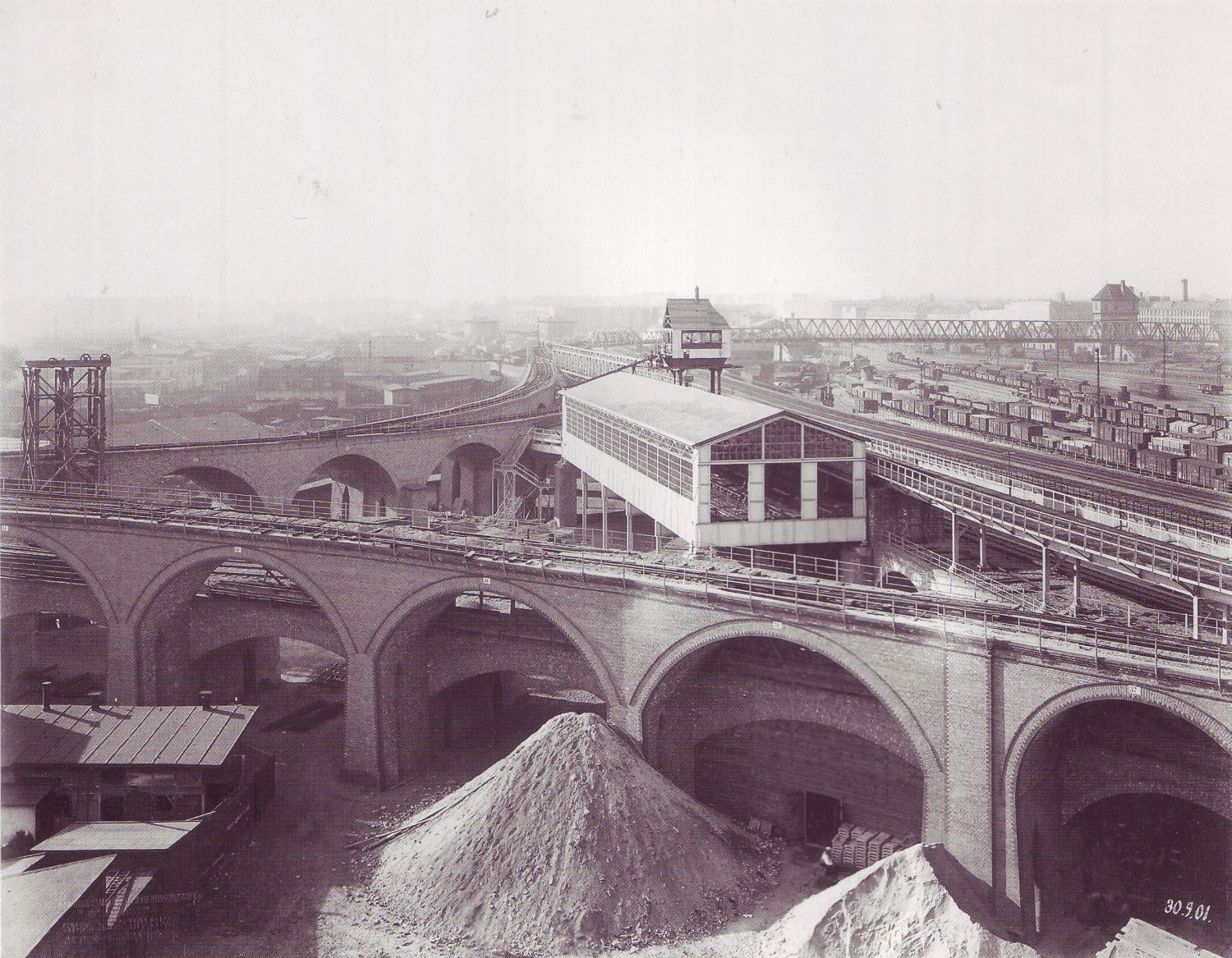
fotografia Gleisdreieck w Berlinie w budowie (1901)
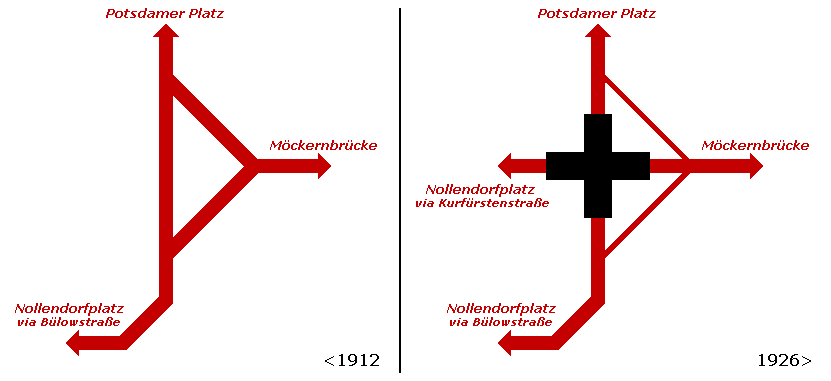
konfiguracja torów na stacji Gleisdreieck przed i po przebudowie w latach 1912-1926